# Campionato AIFA 1982
Il Campionato AIFA 1982 è stato il secondo campionato di football americano organizzato dall'Associazione Italiana Football Americano.
Rispetto all'anno precedente il numero di squadre aumentò notevolmente, passando da 5 a 12. Il campionato fu pertanto suddiviso in due gironi geografici, e furono introdotte due semifinali, le vincenti delle quali guadagnavano il diritto di disputare il superbowl.

## Partecipanti

### Squadre fondatrici dell'AIFA
- Rhinos Milano
- Frogs Gallarate
- Giaguari Torino
- Rams Milano
- Aquile Ferrara

### Nuove iscritte
- Tauri Torino (ex Tori Torino, dalla LIF)
- Grizzlies Roma (ex Lupi Roma, dalla LIF)
- Falchi Modena (ex Diavoli Milano, dalla LIF)
- Mastini Ivrea
- Redskins Verona
- Seamen Milano
- Warriors Bologna

## Regular season

### Girone Centro
| Pos | Squadra          | G  | V | P  | N | PF  | PS  | DP   | %    | Risultato                       |
| --- | ---------------- | -- | - | -- | - | --- | --- | ---- | ---- | ------------------------------- |
| 1   | Rhinos Milano    | 10 | 9 | 1  | 0 | 303 | 44  | +259 | ,900 | Qualificate al turno successivo |
| 2   | Grizzlies Roma   | 10 | 8 | 2  | 0 | 90  | 38  | +52  | ,800 | Qualificate al turno successivo |
| 3   | Warriors Bologna | 10 | 6 | 4  | 0 | 190 | 108 | +82  | ,600 |                                 |
| 4   | Aquile Ferrara   | 10 | 5 | 5  | 0 | 98  | 105 | −7   | ,500 |                                 |
| 5   | Falchi Modena    | 10 | 2 | 8  | 0 | 26  | 185 | −159 | ,200 |                                 |
| 6   | Redskins Verona  | 10 | 0 | 10 | 0 | 6   | 233 | −227 | ,000 |                                 |

| Modena 20 marzo 1982 | Falchi Modena | 0 – 36 | Rhinos Milano | Campo da rugby |

| Verona 20 marzo 1982 | Redskins Verona | 0 – 7 | Aquile Ferrara | Campo Mario Gavagnin |

| Bologna 20 marzo 1982 | Warriors Bologna | 12 – 13 | Grizzlies Roma | Campo Dopolavoro Ferroviario |

| Ferrara 27 marzo 1982 | Aquile Ferrara | 19 – 6 | Falchi Modena | Motovelodromo Fausto Coppi |

| Milano 27 marzo 1982 | Rhinos Milano | 46 – 12 | Warriors Bologna | Campo sportivo Mario Giuriati |

| Roma 27 o 28 marzo 1982 | Grizzlies Roma | 12 – 0 | Redskins Verona | Campo n. 10 dell'Acqua Acetosa |

| Bologna 3 aprile 1982 | Warriors Bologna | 38 – 0 | Falchi Modena | Campo Dopolavoro Ferroviario |

| Roma 3 o 4 aprile 1982 | Grizzlies Roma | 19 – 0 | Aquile Ferrara |  |

| Verona 3 o 4 aprile 1982 | Redskins Verona | 0 – 54 | Rhinos Milano | Campo Mario Gavagnin |

| Ferrara 17 aprile 1982 | Aquile Ferrara | 12 – 14 | Warriors Bologna | Motovelodromo Fausto Coppi |

| Modena 17 aprile 1982 | Falchi Modena | 8 – 0 | Redskins Verona | Campo da rugby |

| Milano 17 aprile 1982 | Rhinos Milano | 12 – 0 | Grizzlies Roma | Campo sportivo Mario Giuriati |

| Roma 24 aprile 1982 | Grizzlies Roma | 12 – 6 | Falchi Modena |  |

| Verona 24 aprile 1982 | Redskins Verona | 6 – 12 | Warriors Bologna | Campo Mario Gavagnin |

| 24 o 25 aprile 1982 | Rhinos Milano | 14 – 0 | Aquile Ferrara |  |

| Ferrara 8 maggio 1982 | Aquile Ferrara | 20 – 0 | Redskins Verona | Motovelodromo Fausto Coppi |

| Roma 8 maggio 1982 | Grizzlies Roma | 7 – 0 | Warriors Bologna | Campo Paolo Cavoli |

| Milano 8 maggio 1982 | Rhinos Milano | 30 – 0 | Falchi Modena |  |

| Modena 15 maggio 1982 | Falchi Modena | 0 – 22 | Aquile Ferrara | Campo da rugby |

| Bologna 15 maggio 1982 | Warriors Bologna | 18 – 22 | Rhinos Milano | Campo Dopolavoro Ferroviario |

| Verona 15 o 16 maggio 1982 | Redskins Verona | 0 – 13 | Grizzlies Roma | Campo Mario Gavagnin |

| Modena 22 maggio 1982 | Falchi Modena | 0 – 20 | Warriors Bologna | Campo da rugby |

| Ferrara 22 maggio 1982 | Aquile Ferrara | 8 – 0 | Grizzlies Roma | Motovelodromo Fausto Coppi |

| Milano 22 o 23 maggio 1982 | Rhinos Milano | 75 – 0 | Redskins Verona |  |

| Roma 5 giugno 1982 | Grizzlies Roma | 6 – 0 | Rhinos Milano | Campo Tommaso Maestrelli |

| Verona 5 giugno 1982 | Redskins Verona | 0 – 6 | Falchi Modena | Campo Mario Gavagnin |

| Bologna 5 giugno 1982 | Warriors Bologna | 38 – 2 | Aquile Ferrara | Campo Dopolavoro Ferroviario |

| Ferrara 12 giugno 1982 | Aquile Ferrara | 8 – 14 | Rhinos Milano | Motovelodromo Fausto Coppi |

| Bologna 12 giugno 1982 | Warriors Bologna | 26 – 0 | Redskins Verona | Campo Dopolavoro Ferroviario |

| Modena 12 o 13 giugno 1982 | Falchi Modena | 0 – 8 | Grizzlies Roma | Campo da rugby |

### Girone Nord
| Pos | Squadra         | G  | V | P  | N | PF  | PS  | DP   | %    | Risultato                       |
| --- | --------------- | -- | - | -- | - | --- | --- | ---- | ---- | ------------------------------- |
| 1   | Frogs Gallarate | 10 | 9 | 1  | 0 | 462 | 40  | +422 | ,900 | Qualificate al turno successivo |
| 2   | Rams Milano     | 10 | 8 | 2  | 0 | 210 | 106 | +104 | ,800 | Qualificate al turno successivo |
| 3   | Giaguari Torino | 10 | 7 | 3  | 0 | 307 | 100 | +207 | ,700 |                                 |
| 4   | Seamen Milano   | 10 | 3 | 6  | 1 | 78  | 193 | −115 | ,350 |                                 |
| 5   | Mastini Ivrea   | 10 | 2 | 7  | 1 | 32  | 275 | −243 | ,250 |                                 |
| 6   | Tauri Torino    | 10 | 0 | 10 | 0 | 20  | 395 | −375 | ,000 |                                 |

| Gallarate 20 marzo 1982 | Frogs Gallarate | 54 – 0 | Seamen Milano |  |

| Milano 20 marzo 1982 | Rams Milano | 12 – 0 | Mastini Ivrea | Campo sportivo Mario Giuriati |

| Torino 20 marzo 1982 | Tauri Torino | 0 – 55 | Giaguari Torino | Motovelodromo Fausto Coppi |

| Milano 27 marzo 1982 | Seamen Milano | 6 – 41 | Giaguari Torino |  |

| Torino 27 marzo 1982 | Tauri Torino | 6 – 48 | Rams Milano | Motovelodromo Fausto Coppi |

| 27 o 28 marzo 1982 | Frogs Gallarate | 62 – 0 | Mastini Ivrea |  |

| Ivrea 3 aprile 1982 | Mastini Ivrea | 2 – 2 | Seamen Milano |  |

| Milano 3 aprile 1982 | Rams Milano | 8 – 30 | Giaguari Torino |  |

| Torino 3 aprile 1982 | Tauri Torino | 0 – 64 | Frogs Gallarate | Motovelodromo Fausto Coppi |

| Torino 17 aprile 1982 | Giaguari Torino | 6 – 23 | Frogs Gallarate | Motovelodromo Fausto Coppi |

| Ivrea 17 aprile 1982 | Mastini Ivrea | 12 – 0 | Tauri Torino |  |

| Milano 17 aprile 1982 | Seamen Milano | 6 – 16 | Rams Milano |  |

| Torino 24 aprile 1982 | Giaguari Torino | 38 – 0 | Mastini Ivrea | Motovelodromo Fausto Coppi |

| Milano 24 aprile 1982 | Seamen Milano | 10 – 0 | Tauri Torino |  |

| 24 o 25 aprile 1982 | Frogs Gallarate | 30 – 0 | Rams Milano |  |

| Torino 8 maggio 1982 | Giaguari Torino | 40 – 6 | Tauri Torino | Motovelodromo Fausto Coppi |

| Ivrea 8 maggio 1982 | Mastini Ivrea | 6 – 40 | Rams Milano |  |

| Milano 8 maggio 1982 | Seamen Milano | 6 – 30 | Frogs Gallarate |  |

| Torino 15 maggio 1982 | Giaguari Torino | 36 – 8 | Seamen Milano | Motovelodromo Fausto Coppi |

| Ivrea 15 o 16 maggio 1982 | Mastini Ivrea | 0 – 70 | Frogs Gallarate |  |

| Milano 15 o 16 maggio 1982 | Rams Milano | 48 – 8 | Tauri Torino |  |

| Torino 22 maggio 1982 | Giaguari Torino | 14 – 16 | Rams Milano | Motovelodromo Fausto Coppi |

| Milano 22 maggio 1982 | Seamen Milano | 18 – 6 | Mastini Ivrea |  |

| 22 o 23 maggio 1982 | Frogs Gallarate | 90 – 0 | Tauri Torino |  |

| 5 giugno 1982 | Frogs Gallarate | 33 – 14 | Giaguari Torino |  |

| Torino 5 giugno 1982 | Tauri Torino | 0 – 6 | Mastini Ivrea | Motovelodromo Fausto Coppi |

| Milano 5 o 6 giugno 1982 | Rams Milano | 8 – 0 | Seamen Milano |  |

| Ivrea 12 giugno 1982 | Mastini Ivrea | 0 – 33 | Giaguari Torino |  |

| Torino 12 giugno 1982 | Tauri Torino | 0 – 22 | Seamen Milano | Motovelodromo Fausto Coppi |

| Milano 12 o 13 giugno 1982 | Rams Milano | 14 – 6 | Frogs Gallarate |  |

## Playoff
|  | Semifinali | Semifinali      | Semifinali    |               |                 | II Superbowl    | II Superbowl | II Superbowl |  |
|  |            |                 |               |               |                 |                 |              |              |  |
|  | 1N         | Frogs Gallarate | 7             |               |                 |                 |              |              |  |
|  | 1N         | Frogs Gallarate | 7             |               |                 |                 |              |              |  |
|  | 2C         | Grizzlies Roma  | 0             |               |                 |                 |              |              |  |
|  | 2C         | Grizzlies Roma  | 0             |               | Frogs Gallarate | Frogs Gallarate | 0            |              |  |
|  |            |                 |               |               | Frogs Gallarate | Frogs Gallarate | 0            |              |  |
|  |            |                 | Rhinos Milano | Rhinos Milano | 11              |                 |              |              |  |
|  | 1C         | Rhinos Milano   | Rhinos Milano | Rhinos Milano | 11              | 22              |              |              |  |
|  | 1C         | Rhinos Milano   |               |               |                 |                 |              |              |  |
|  | 2N         | Rams Milano     | 0             |               |                 |                 |              |              |  |

### Semifinali
| Pietrasanta 26 giugno 1982 | Frogs Gallarate | 7 – 0 | Grizzlies Roma |  |

| Bolzano 26 giugno 1982 | Rams Milano | 0 – 22 | Rhinos Milano | Stadio Druso |

### II Superbowl
Il II Superbowl italiano si è disputato sabato 3 luglio 1982 alle ore 21 allo Stadio Tonino Benelli di Pesaro, davanti a 8000 spettatori. La partita si è conclusa con la vittoria dei Rhinos Milano sui Frogs Gallarate per 11 a 0.
Cornelius Thomas, linebacker dei Rhinos, è stato premiato come MVP dell'incontro.
- Rhinos Milano campioni d'Italia 1982.